# 扎爾基夫希納
51°49′45″N 33°58′15″E / 51.82917°N 33.97083°E
扎爾基夫希納（烏克蘭語：Жалківщина）是位於烏克蘭東北部的村莊，由蘇梅州紹斯特卡區的貝雷扎市鎮負責管轄。該村距離霍里莱1.5公里，海拔高度189米，2001年人口4，居民使用烏克蘭語。